# Роменский, Сергей Филиппович
Сергей Филиппович Роменский (07.02.1922, Донецкая область — 08.02.1979) — командир отделения связи батареи 128-го гвардейского артиллерийского полка младший сержант — на момент представления к награждению орденом Славы 1-й степени.

## Биография
Родился 7 февраля 1922 года в селе Лиман, Донецкой области. Окончил 7 классов. Работал на заводе.
В сентябре 1941 года был призван в Красную Армию Краснолиманским райвоенкоматом. С того же времени участвовал в боях с захватчиками. Воевал на Юго-Западном, Донском, 3-и Украинском и 1-м Белорусском фронтах. Участвовал в обороне Сталинграда, форсировании реки Днепр. В 1944 году вступил в ВКП/КПС.
К весне 1944 года воевал в составе 128-го гвардейского стрелкового полка 57-й гвардейской стрелковой дивизии, был телефонистом 2-го дивизиона. В боях на подступах к городу Одесса под огнём противника восстановил 12 порывов линии связи и тем самым обеспечил бесперебойной связью дивизион и стрелковые подразделения. Был награждён медалью «За отвагу».
10-13 апреля 1944 года при овладении плацдармом на правом берегу реки Днестр в районе населенного пункта Бутор гвардии красноармеец Роменский устранил 47 повреждений линии связи между дивизионом и КП полка, чем обеспечил непрерывное управление огнём артиллерийских батарей.
Приказом по частям 57-й гвардейской стрелковой дивизии от 13 мая 1944 года гвардии красноармеец Роменский Сергей Филиппович награждён орденом Славы 3-й степени.
1 августа 1944 года в бою при форсировании реки Висла в районе города Магнушев гвардии красноармеец Роменский семь раз выходил на линию связи устраняя по 3-4 порыва. Продолжал выполнять задачу даже будучи раненным.
Приказом по войскам 8-й гвардейской армии от 31 августа 1944 года гвардии красноармеец Роменский Сергей Филиппович награждён орденом Славы 2-й степени.
30 апреля 1945 года в уличных боях в городе Берлине гвардии младший сержант Роменский обеспечил бесперебойную связь наблюдательного пункта командира батареи с огневой позицией, устранив на линии 13 повреждений. Был ранен, но поля боя не покинул, сумел устранить ещё 4 обрыва провода, чем способствовал успешному выполнению боевой задачи.
Указом Президиума Верховного Совета СССР от 15 мая 1946 года за образцовое выполнение боевых заданий командования на фронте борьбы с немецкими захватчиками и проявленные при этом мужество и отвагу гвардии младший сержант Роменский Сергей Филиппович награждён орденом Славы 1-й степени. Стал полным кавалером ордена Славы.
В 1946 году старшина Роменский был демобилизован.
Вернулся на родину. Работал на железной дороге, ревизором Краснолиманского отделения Донецкой железной дороги. Жил в городе Красный Лиман. Скончался 8 февраля 1979 года.
Награждён орденами Славы 1-й, 2-й и 3-й степеней, медалями.